# Żerebyliwka (obwód żytomierski)
Żerebyliwka (ukr. Жеребилівка) – wieś na Ukrainie, w obwodzie żytomierskim, w rejonie nowogrodzkim, nad Tytyżem. W 2001 roku liczyła 338 mieszkańców.